# Джузеппе Говоне
Джузеппе Гаетано Марія Говоне (італ. Giuseppe Gaetano Maria Govone, Ізола-д'Асті, 1825 – Альба, січень 1872) — італійський генерал і політик п'ємонтського походження, який відіграв важливу роль в італійському Рісорджименто.
Офіцер, який випередив свій час, він брав участь у трьох війнах за незалежність і відзначився як міністр війни в уряді Джованні Ланца.

## Перша італійська війна за незалежність

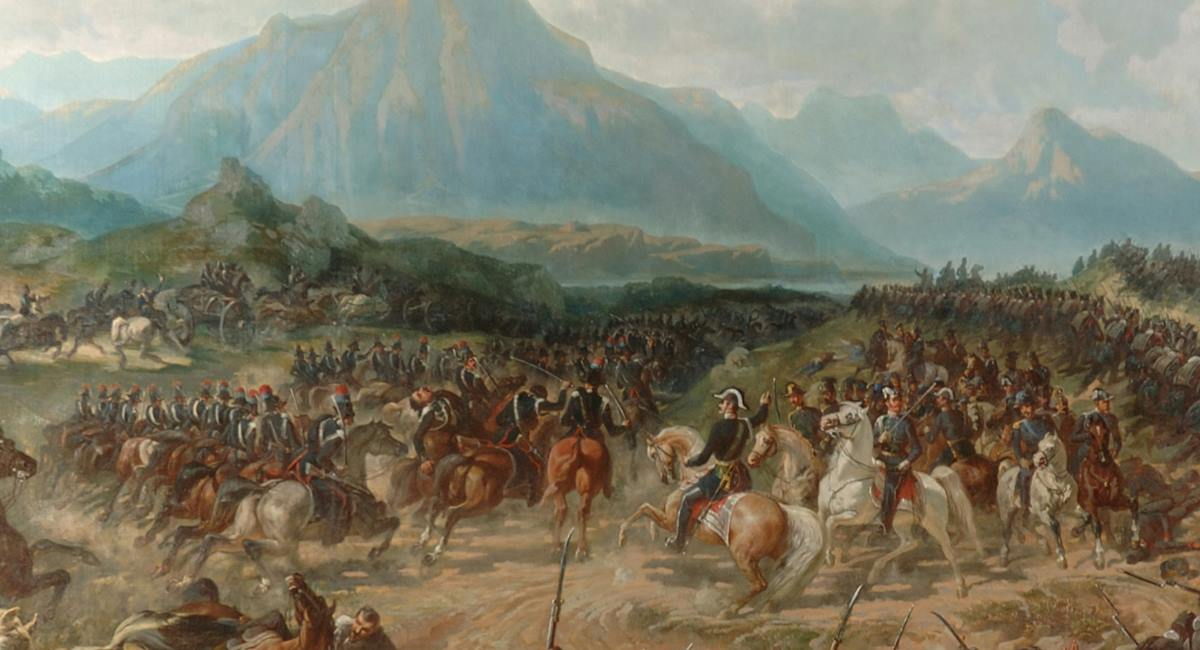
Битва при Пастренго (1848)

Як молодший офіцер штабу, перший лейтенант Джузеппе Говоне брав участь у битвах при Пастренго, Песк'єра та Черлунго. Підвищений до капітана, він приєднався до штабу 6-ї дивізії генерала Альфонсо Ферреро Ла Мармора.
У 1849 році 6-та дивізія придушила республіканське повстання в Генуї, яке спалахнуло внаслідок Віньяльського перемир'я з Австрією після битви при Новарі. У цій операції Говоне зміг без бою взяти під контроль три форти на околицях Генуї.
За свої дії під час Першої війни за незалежність Говоне був нагороджений двома срібними медалями.

## Кримська війна
Під час російсько-турецької війни 1853–56 років (Кримської війни) капітан Говоне відіграв вирішальну роль в обороні Сілістра (травень–червень 1854 року). Він розробив план внутрішнього редуту міста. Будівництво цього нового редуту завадило росіянам негайно захопити Сілістру. Підвищений до майора, Говоне брав участь у знаменитій Атака легкої бригади 25 жовтня 1854 року.

## Друга італійська війна за незалежність
Напередодні конфлікту Говоне був підвищений до підполковника і призначений до Генерального штабу короля та начальником військової розвідки. На цій посаді він неодноразово проникав в австрійські лінії. Він також брав участь у Битва при Палестро, Битва під Маджентою та Битва під Сольферіно.

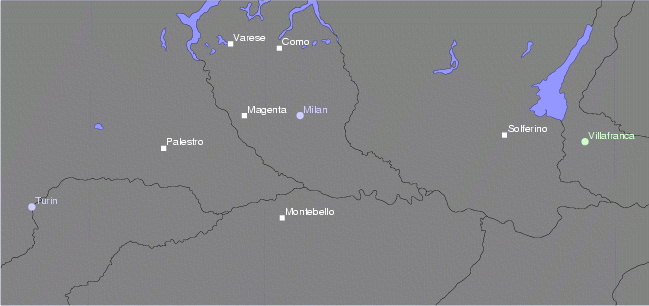
Карта Другої італійської війни за незалежність

## Війна проти бандитизму в Двох Сициліях
«Це Африка! А не Італія! Бедуїни, порівняно з цими селюками, молоко з медом».
(Луїджі Карло Фаріні, королівський лейтенант Віктор Еммануїл II у Неаполь)
Після закінчення Друга італійська війна за незалежність|Другої війни за незалежність Говоне був підвищений до полковника у віці 33 років і, після короткої відпустки, відправлений боротися з бандитизмом на півдні Італії. Він діяв у долинах Ровето та Лірі проти відомого бандита К'явоне, одного з багатьох південних бандитів, який більше нагадував справжнього легітиміста Бурбонів.
Це була важка і безжальна битва, але позбавлена жорстокості, яка ознаменувала конфлікт в інших районах. Під командуванням Говоне був захоплений, а потім негайно розстріляний карліст реакційний іспанський генерал Хосе Борхес, якого Франциск II обрав одним із генералів партизанської війни Бурбонів, а К'явоне зрештою був засуджений до смерті судом його власних зрадливих лейтенантів.

## На Сицилії
Підвищений до бригадного генерала в 1861 році, Говоне був переведений в 1862 році на Сицилію, де він застосував драконівські заходи для придушення поширеного ухилення від призову, особливо в Західній Сицилії. Відповідно до положень закону Піка (Legge Pica) 1863 року, він запровадив воєнний стан, розгорнувши 20 батальйонів елітного корпусу італійських Берсальєри. Він вважав мафіозі реакційними повстанцями проти уряду нового об'єднаного та ліберального Королівства Італія і відповідно ставився до них. Міста та села були оточені та окуповані військами, водопостачання було перервано, а родичі підозрюваних ухильників від призову були взяті в заручники.
Це була надзвичайно критична фаза: зіткнувшись із ворожістю населення, Говоне налаштував проти себе традиційну сицилійську знать і зростаючий середній клас, пов'язаний з мафією, який звинуватив його у військових злочинах. Захищаючись від цих звинувачень, Говоне прокоментував «варварство» Сицилії та її мешканців, викликавши галас в італійському парламенті, що призвело до парламентського розслідування, відставки з уряду та викликів на дуелі серед депутатів. Виправданий розслідуванням, він був підвищений до генерал-майора. Тим не менш, він був переведений на материк, повернувшись на Сицилію лише для того, щоб битися на дуелях.

## Третя війна за незалежність (1866)

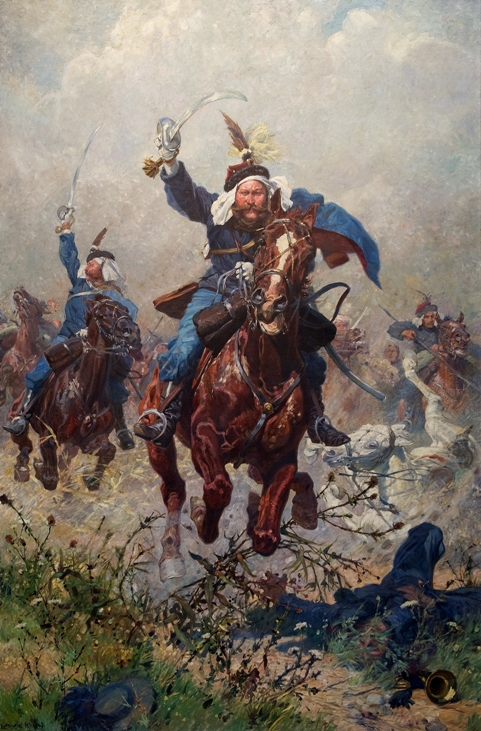
Колони австрійської кавалерії на рівнині Віллафранка відвернули увагу італійців від справжньої цілі ворога: Кустоци, яку героїчно захищав Говоне.

Безпосередньо перед відкриттям воєнних дій між Пруссією та Австрією, що, згідно з умовами союзу, мало змусити Італію вступити у війну проти Австрії, Говоне висловив критичне ставлення до рішення італійського командування розділити сили між Мінчо, якими командував Ла Мармора, та По, якими командував Чалдіні. Проте це стратегічне бачення було зумовлене особистими розбіжностями між двома командувачами, кожен з яких вважав себе відповідальним за головні дії кампанії.
Напередодні відкриття воєнних дій Говоне було призначено командувачем 9-ї дивізії, яку він очолив у П'яченці 10 червня 1866 року. Цей підрозділ входив до складу 3-го армійського корпусу Енріко Мороццо делла Рокка, одного з трьох корпусів армії Ла Мармори на Мінчо. 16 червня Пруссія розпочала воєнні дії проти Австрії, а 20 червня Італія оголосила війну Австрії. Дивізія Говоне виконувала завдання резерву 3-го корпусу, який отримав наказ зайняти пагорби від Соммакампанья до Кустоца та розташовану нижче рівнину Віллафранка. Австрійці також націлювалися на пагорби Кустоци. Загалом італійське розташування було досить нерівномірним, надто розтягнутим і з недостатніми резервами.

### Битва при Кустоці

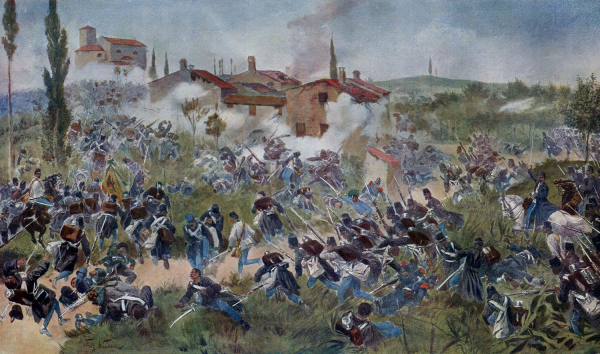
Під час битви під Кустоцою Говоне до останнього чинив опір переважаючим силам противника, незважаючи на те, що не отримав підкріплення, про яке неодноразово просив.

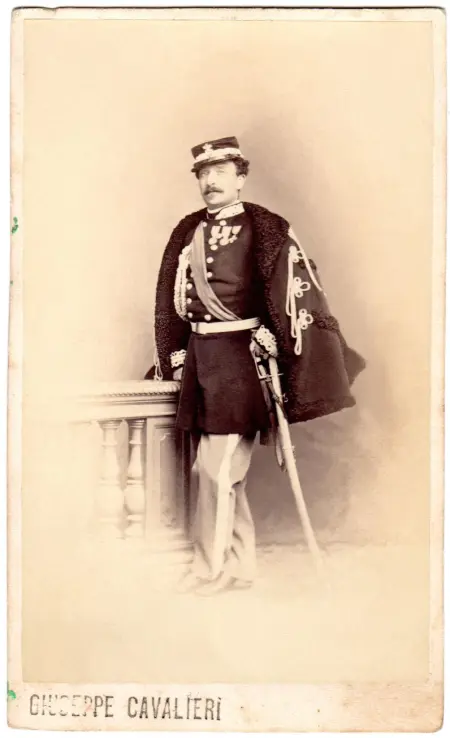
Після поразки під Кустоцою Говоне звернувся до військового командування з проханням контратакувати австрійців, але його не послухали.

24 червня між австрійськими військами, що йшли з Верони, та італійськими, які перейшли Мінчо, відбулася битва під Кустоцою. З 12 дивізій Ла Мармори лише 6 опинилися перед ворогом, який, згуртований і краще керований, наступав на них: 70 000 солдатів ерцгерцога Альберта Габсбурзького проти 50 000 італійців.
За цих обставин ситуація для італійців одразу ж погіршилася, і, всупереч тому, що думав Ла Мармора, австрійці атакували ліве крило італійського строю, змітаючи його. 9-та дивізія знаходилася на правому крилі, в резерві, і коли пагорби на сході також були атаковані, 3-тя дивізія генерала Філіппо Бріньоне була змушена залишити Кустоцу. Саме тоді Віктор Еммануїл II зустрів Говоне і пояснив йому, що, атакована трьома ворожими бригадами, дивізія Бріньоне чинила опір, як могла, що в бою був поранений його син Амадей, і що потрібно було повернути Кустоцу.
Не знаючи, що розгром 3-ї дивізії був лише останньою з трагічних подій, які того ранку спіткали 1-й корпус Джованні Дурандо, близько 10:15 Говоне піднявся з двома офіцерами на пагорб Монте Торре, щоб особисто переконатися в ситуації, і, встановивши, що Кустоца все ще знаходиться в руках ворога, наказав атакувати, щоб звільнити її. Розбивши і розігнавши австрійську піхоту біля вілли Оттоліні, його люди пішли в атаку саме тоді, коли з іншого боку загін кінної артилерії та кавалерії, завдяки провидінню, надісланий Делла Рокка, допоміг розгромити ворога. О 11:30 Говоне повернув собі важливу позицію Кустоца.
Опівдні 9-та дивізія контролювала ситуацію, але Говоне був стурбований австрійськими силами на сусідній домінуючій позиції Бельведер. Тому він вирішив діяти, щоб звільнити висоти Кустоци: вже о 12:30, після точного артилерійського обстрілу, Бельведер був залишений виснаженими австрійцями, як і інші навколишні позиції.
Командувач 9-го австрійського корпусу, генерал Ернст Гартунг, проте, побачив, що італійці не переслідують війська, що відступають, і кинув у контратаку свіжі війська, які після кількох спроб знову захопили Бельведер. Щойно Говоне це помітив, він наказав атакувати 35-му піхотному полку, який знову відвоював позицію. О 15:30 моральний дух 9-ї дивізії був дуже високим. У цей момент, однак, Говоне усвідомив важливість Кустоци в планах австрійців і, забезпечуючи твердий опір, передбачаючи "серйозну атаку, оскільки бачу, що ворог зосереджується і готується", попросив у Делла Рокка підкріплення для забезпечення успіху битви. Відповіді не було. Знову, рано вдень, Говоне надіслав Делла Рокка нове прохання про підкріплення.
Ерцгерцог Альберт підготував тоді вирішальну атаку, яка почалася о 16 годині з частиною 7-го корпусу і частиною 9-го: 15 000 австрійців з 80 гарматами проти 8 або 9 000 італійців з 38 артилерійськими знаряддями. Знову були запитані підкріплення, але марно. Спочатку впав Монте Кроче, потім кільце почало замикатися, і Говоне був поранений, так що о 17:30, з виснаженими людьми, без жодної надії на те, щоб встояти або отримати допомогу, генерал почав організовано відступати, продовжуючи боротися. Між 18:30 і 19 годинами його солдати почали сходитися на Віллафранку, де наступного дня вони нарешті змогли поїсти після 48 годин голодування, 40 годин маршу і 8 годин бою.

### Кінець конфлікту

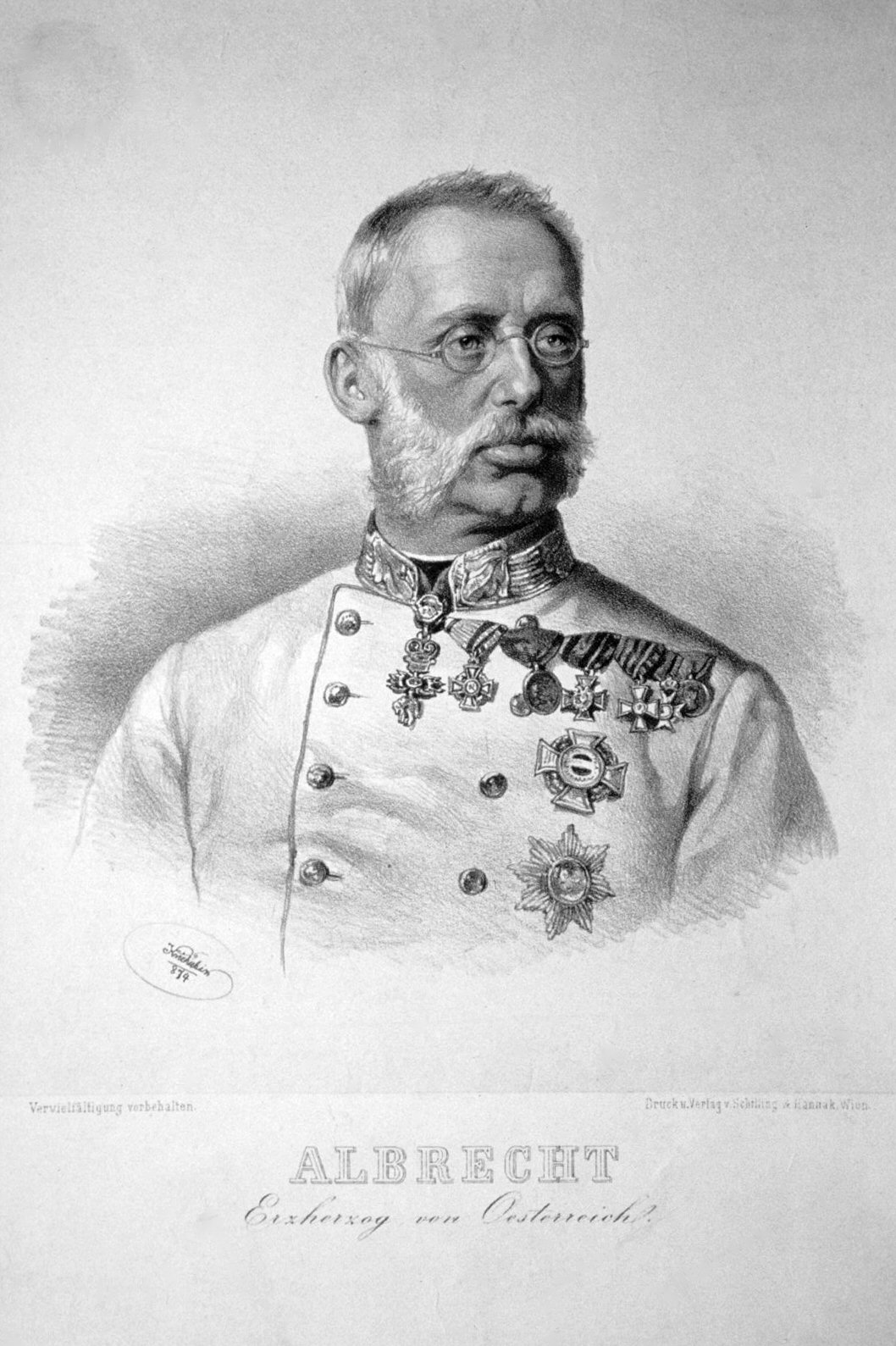
Ерцгерцог Альберт був командувачем австрійських сил під Кустоцою.

Якщо битва під Кустоцою була для Говоне вершиною його професійного життя солдата, вона також стала початком швидкого занепаду його авторитету у вищого командування. Він одразу ж заявив Делла Рокка про відсутність підкріплень, отримавши у відповідь, що війська у Віллафранці становили резерв проти австрійської кавалерії. І коли, посилаючи розвідувальні патрулі, він помітив, що австрійці не тільки не пересліду

## Хвороба і смерть (1870-1872)
У цей період його друзі неодноразово відвідували його. Селла, зокрема, завжди був досить песимістично налаштований щодо можливості одужання Говоне, який продовжував звинувачувати себе в тому, що поводився настільки погано, що заслуговує на конфіскацію всього свого майна.
У 1871 році стало зрозуміло, що він ніколи більше не буде тією людиною, якою був колись. Він тягнув своє існування у двох родинних будинках в Альбі та Ізола д'Асті, до смерті, що настала 26 січня 1872 року, у віці 46 років. Щодо причин смерті спочатку було встановлено завісу конфіденційності, і лише нещодавно було висунуто припущення, наприклад, військовим істориком П'єро Крочіані, про самогубство. Акт про смерть не вказує жодної причини смерті, але той факт, що він підписаний двома свідками замість одного, може змусити задуматися про насильницьку причину.

## Нагороди

### Італійські нагороди
- - Срібна медаль за військову доблесть — Черлунго, 27 липня 1848 р.
- - Срібна медаль за військову доблесть — Генуя, березень 1849 р.
- - Кавалер Військового ордена Савойї — 2-а війна за незалежність, червень 1859 р.
- - Кавалер ордену Святих Маврикія та Лазаря — 29 серпня 1858 р
- - Кавалер-офіцер ордену Святих Маврикія та Лазаря — 29 грудня 1860 р
- - Командор ордену Святих Маврикія та Лазаря — 10 березня 1862 року
- - Великий офіцер ордену Святих Маврикія та Лазаря — 13 січня 1866 року
- - Орден Корони Італії — 22 квітня 1868 р
- - Великий офіцер Військового ордена Савойї — 3-я війна за незалежність — 6 грудня 1866 р
- - Кавалер Великого хреста ордена Святих Маврикія і Лазаря — 7 вересня 1870 р

### Іноземні нагороди
- - Хрест ордена Ізабелли Католицької (Іспанія) — 17 лютого 1854 року
- - Кавалер ордену Меджида (Османська імперія) — липень 1854 р
- - Британська кримська пам'ятна медаль Нагороджений головнокомандуючим британської армії на Сході — 1856 рік
- - Кавалер ордену Святого Фернандо (Іспанія) — 10 квітня 1856 р
- - Кавалер Ордену Данеброг — 6 вересня 1856 р
- - Кримська медаль (Османська імперія) — червень 1856 р
- - Кавалер ордену Лазні — 29 грудня 1856 р
- - Кавалер Ордену Почесного легіону — 17 червня 1857 р
- - Офіцер Ордену Почесного легіону — 17 червня 1857 р
- - Медаль Італійської кампанії 1859 — 1860 р